# Michael Zullo
Michael Zullo (* 11. September 1988 in Brisbane) ist ein australischer Fußballspieler, der auch die italienische Staatsbürgerschaft besitzt. Er steht seit 2010 beim niederländischen Ehrendivisionär FC Utrecht unter Vertrag.

## Karriere

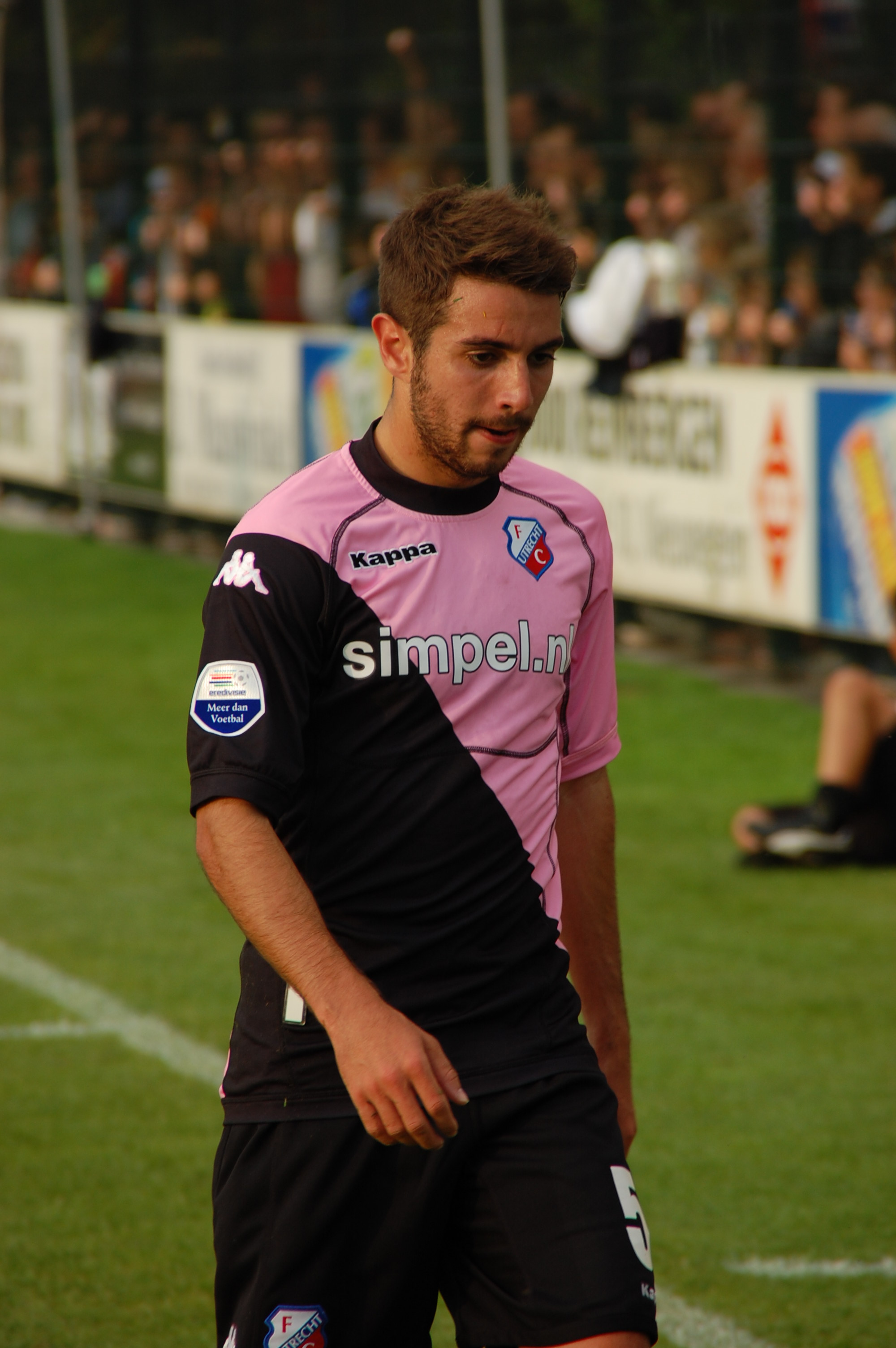
Michael Zullo 2011, im Trikot des FC Utrecht

Zullo machte seine ersten Schritte im Seniorenbereich in den Ligen des australischen Bundesstaates Queensland. 2007 unterschrieb er einen Vertrag beim Profiklub Queensland Roar und etablierte sich bereits in seiner ersten Saison als Stammspieler.
Im Mai 2008 spielte er erstmals für die australische Olympiaauswahl (U-23), verpasste aber die Berufung in das Aufgebot für das olympische Fußballturnier in China. Anfang 2009 gab er im Rahmen der Qualifikation für die Asienmeisterschaft 2011 gegen Indonesien sein Debüt in der australischen A-Nationalmannschaft.
Zur Saison 2010/11 wechselt Zullo gemeinsam mit seinen Brisbaner Mannschaftskameraden Tommy Oar und Adam Sarota zum niederländischen Erstligisten FC Utrecht, wo er einen Vertrag bis zum 1. Juli 2013 unterschrieb. Inzwischen wurde sein Vertrag bis Sommer 2019 verlängert. Am 6. September 2013 kehrt er in seine Heimat zurück, wechselt zum australischen Erstligisten Adelaide United für ein Jahr auf Leihbasis.